# Inni Holm Wembstad
Inni Holm Wembstad (6 aprile 2000) è una sciatrice alpina norvegese.

## Biografia
Specialista delle prove veloci attiva dal gennaio del 2017, in Coppa Europa Inni Holm Wembstad ha esordito il 6 dicembre 2018 a Kvitfjell in supergigante (42ª), ha conquistato il primo podio il 19 febbraio 2022 a Crans-Montana in discesa libera e la prima vittoria il giorno successivo nelle medesime località e specialità; sempre in discesa libera e sempre a Crans-Montana il 26 febbraio dello stesso anno ha debuttato in Coppa del Mondo (41ª). Non preso parte a rassegne olimpiche o iridate.

## Palmarès

### Coppa Europa
- Miglior piazzamento in classifica generale: 17ª nel 2022
- 2 podi:
  - 1 vittoria
  - 1 secondo posto

#### Coppa Europa - vittorie
| Data             | Località      | Paese    | Specialità |
| ---------------- | ------------- | -------- | ---------- |
| 20 febbraio 2022 | Crans-Montana | Svizzera | DH         |

Legenda:

DH = discesa libera

### Campionati norvegesi
- 5 medaglie:
  - 2 ori (slalom gigante nel 2020; discesa libera nel 2025)
  - 2 argenti (discesa libera, combinata nel 2022)
  - 1 bronzo (supergigante nel 2022)